# Myopa vicaria
Myopa vicaria är en tvåvingeart som beskrevs av Walker 1849. Myopa vicaria ingår i släktet Myopa och familjen stekelflugor. Arten är reproducerande i Sverige. Inga underarter finns listade i Catalogue of Life.